# Wildbach (Wurm)
Der Wildbach ist ein etwas über 5 Kilometer langer und linker Zufluss der Wurm im nordrhein-westfälischen Aachen.

## Geographie

### Verlauf
Der Wildbach entspringt den „Sieben Quellen“ bei Seffent. Unmittelbar dahinter mündet in den Wildbach der Dorbach, der jedoch nur unregelmäßig Wasser führt, da er heutzutage aus dem Überlauf des Hochwasserrückhaltebeckens Rabental gespeist wird. Anschließend fließt der Wildbach durch Laurensberg, wo er ein ökologisch gestaltetes Regenrückhaltebecken tangiert, und die Soers und mündet schließlich von links in der Wurm. Damit gehört er zum Flusssystem der Rur.

### Zuflüsse
- Dorbach (links), 4,3 km
- Schwarzbach (rechts), 1,0 km
- Diepekuhlbach (links), 1,2 km
- Vorfluter Soerser Hochkirchen (rechts), 1,1 km
- Vorfluter Berger Heide (links), 1,5 km

## Mühlen
Historisch war der Wildbach wichtig zum Betrieb mehrerer Wassermühlen, darunter der Stockheider Mühle, in der das Tuchwerk Aachen seit 2012 seine neue Bleibe gefunden hat.